# Melithaea modesta
Melithaea modesta är en korallart som först beskrevs av Nutting 1911.  Melithaea modesta ingår i släktet Melithaea och familjen Melithaeidae. Inga underarter finns listade i Catalogue of Life.